# Посольство Латвії в Україні
Посольство Латвійської Республіки в Україні — офіційне дипломатичне представництво Латвійської Республіки в Україні, відповідає за підтримку та розвиток відносин між Латвією та Україною. Надзвичайним та Повноважним послом Латвії в Україні є Аргіта Даудзе.

## Історія посольства
26 серпня 1991 року Україна визнала державну незалежність Латвійської Республіки, а 4 грудня 1991 року Латвія визнала державну незалежність України. Дипломатичні відносини між двома країнами були встановлені 12 лютого 1992 року. З 1993 року у Ризі функціонує Посольство України в Латвії, а у Києві діє Посольство Латвійської Республіки. Для поглиблення двосторонніх відносин та розширення співробітництва між країнами у липні 2005 року відкрила Почесне консульство у Львові. У квітні 2006 року відкрито Почесне консульство України у місті Вентспілсі.

## Посли Латвії в Україні
1. Крістап Бахман (1918-1920), представник, консул
2. Петеріс Сімсонс (1994-1997), посол
3. Петеріс Вайварс (1997-2001)
4. Андріс Вілцанс (2001-2007)
5. Атіс Сьянітс (2007-2011)
6. Аргіта Даудзе (2011-2015)
7. Юріс Пойканс (2015[1]-2021)
8. Ілгварс Клява (2021-)

## Почесне Консульство Латвійської Республіки в Одесі
65023, Україна, м. Одеса, вул. Коблевська 41 

Почесний консул – пан Веретенніков Олег Вячеславович

 Посольство Латвії в Україні у соцмережі «Facebook»

## Почесне консульство Латвійської Республіки у Львові
- Почесне консульство Латвійської Республіки у Львові